# Haciköprü, Şahinbey
Hacıköprü là một xã thuộc huyện Şahinbey, tỉnh Gaziantep, Thổ Nhĩ Kỳ. Dân số thời điểm năm 2011 là 173 người.